# 波爾科夫尼切 (斯塔維謝區)
49°27′40″N 30°13′20″E / 49.46111°N 30.22222°E
波爾科夫尼切（烏克蘭語：Полковниче）是位於烏克蘭北部的村莊，由基辅州白采爾克瓦區的斯塔維謝市鎮負責管轄。該村始建於1750年，面積2.42平方公里，海拔高度199米，2001年人口416，人口密度每平方公里166人。